# Butchersville (Virginia Occidental)
Butchersville es un área no incorporada ubicada dentro del Distrito Freemans Creek, una división civil menor del condado de Lewis (Virginia Occidental), Estados Unidos. Está catalogada como un asentamiento humano por la Junta de Nombres Geográficos de los Estados Unidos.
El número de identificación (ID) asignado por el Servicio Geológico de Estados Unidos es 1560643.

## Geografía
Se encuentra a una altitud de 312 metros sobre el nivel del mar (1024 pies) según el conjunto de datos de elevación nacional.